# Parco eolico del monte Mesa
Il parco eolico del monte Mesa è un impianto di produzione di energia eolica situato nel territorio comunale di Rivoli Veronese in provincia di Verona e più precisamente sul monte Mesa.
L'impianto è stato realizzato da AGSM Verona, ora AGSM AIM dopo la fusione con AIM Vicenza, tra il 2012 e il 2013 e conta 4 aerogeneratori da 2 MW ciascuno, per una potenza totale installata di 8 MW a regime.
Nel 2017 sono state aggiunte altre 2 pale eoliche, sempre da 2 MW ciascuna, nel comune limitrofo di Affi portando la potenza complessiva dell'installazione a 12 MW.
La gestione dell'impianto è ora affidata a AGSM AIM Power, società del Gruppo AGSM AIM.